# B.A.P
B.A.P (korejsky 비 에이피, zkratka Best Absolute Perfect) je jihokorejská šestičlenná K-pop skupina založena v roce 2011 pod vedením společnosti TS Entertainment.
BAP (비 에이피), akronym pro Best Absolute Perfect, je 6členná korejská hip-hopová kapela patřící pod společnost TS Entertaiment, která je taktéž domovem skupin jako SECRET a Untouchable. Členové kapely byli propagování používáním různých významů (digital singl, sub-unit activities a dokonce i MCing) a během plynoucích měsíců se dostali k debutu, díky kterému se jim začalo dostávat více pozornosti z médií.

## Kariéra

### 2011: Pre-debut
Skupina B.A.P. byla vytvořena na konci roku 2011, prvním členem se stal Yong Guk, který se stal vůdcem skupiny. Společně se Song Jieun  nazpíval píseň „Going Crazy“. Měl solo debut 11. srpna 2011 s písní „I remember“, kterou zazpíval se členem B2ST Yang Yo-seob. Druhým členem se stal Him Chan, který byl představen veřejnosti jako MC pro hudební show na MTV Korea, nazvanou „The Show“. A nakonec 23. listopadu 2011 se třetím členem stal Zelo. Ten spolupracoval s Bang Yong Gukem pod přezdívkou Bang&Zelo. Společně vydali píseň „Never Give Up.“

### 2012:Warrior, Power, No Mercy, Crash, Stop It
V lednu 2012 byla skupina v reality show, Ta-Dah, It's B.A.P., která se vysílala na SBS MTV. Show se zaměřovala na to, jak šest členů zahraje roli mimozemšťanů z jiné planety, kde společně pracovali, aby mohli debutovat jako skupina B.A.P. Společně navštíví Zemi, aby pomohli zachránit svoji umírající planetu, Planetu Mato.
25. ledna 2012 vydala skupina debutovou píseň „Warrior“, MTV Korea ji popisuje jako „silnou a charismatickou“. Navíc Nancy Lee z Enes World napsala „Zdá se, že B.A.P. se chtějí odlišit od roztomilých mužských idolových skupin, které momentálně vládnou K-Pop světu. Chtějí zde ukázat, že jsou zlobiví chlapci, rozbíjejí okna aut, prostě jak to oni umí.“ Propagace singlu začala na televizním pořadu Music Bank, poté i na dalších stanicích jako M! Countdown, Music Core, Inkigayo a The Show. 3. února 2012 se Warrior dostala na Billboard World Album Chart na 10. pozici. V Jižní Koreji se písně Warrior prodalo nad 10 000 kopií a to pouze za dva dny po jejím vydání.
V březnu 2012 vydalo B.A.P. píseň „Secret Love“. 16. dubna TS Entertainment oznámila, že B.A.P. bude mít comeback s novým albem 27. dubna 2010.2 „Power“ byla vydána v dubnu, kdy vyšlo také stejnojmenné album Power. Po vydání alba se Power prodalo nad 30 000 kopií. Stejně jako jeho předchůdce Warrior se Power umístila na 10. místě v Billboard World Albums Charts.
12. července bylo odhaleno nové mini album s názvem No Mercy. No Mercy bylo vydáno digitálně 19. července 2012. Původně bylo vydání CD naplánováno na 19. července 2012, ale bylo odloženo na 24. července 2012 kvůli problémům s konečným výrobkem.
Na začátku října 2012 TS Entertainment uvedla, že B.A.P. se připravovali na jejich nové album. Dne 23. října B.A.P. vydali třetí singl album s názvem „Stop It“ spolu s hudebním videem na YouTube kanálu TS Entertainment.

### 2013:One Shota Japonský debut
V únoru se začalo objevovat album One Shot. 21. února se stejnojmenná píseň dostala na první místo Billboard World Albums Chart.
28. července 2013 TS Entertainment oznámila, že skupina vydá mini album Badman, a to dne 6. srpna 2013. Agentura rovněž uvedla, že před vydáním mini alba vyjdou tři propagační písně, tedy „Coffee Shop“, „Badman“ a „Hurricane“.
V květnu se King Records, japonská nahrávací společnost, spojila se skupinou. B.A.P. a vydali své první japonské hudební video Warrior, a to 13. září 2013 na YouTube. Jejich album bylo oficiálně vydáno 9. října 2013.
2014–současnost: First Sensibility

### 2014:First Sensibility
V polovině ledna TS Entertainment potvrdila plány, které byly udány pro B.A.P s jejich prvním albem First Sensibility. Album obsahuje celkem 13 písní a titulní písní je 1004 (Angel). Jejich comeback byl 3. února 2014.

### 2015:Dohoda s TS Entertainment & Návrat (Comeback)
Prvního srpna 2015 se B.A.P vrátila k TS Entertainment. Svůj comeback plánují na 15. listopadu 2015.

## Členové
| Pseudonym | Celé jméno    | Datum narození  | Úloha       |
| --------- | ------------- | --------------- | ----------- |
| Yongguk   | Bang Yong Guk | 31. března 1990 | Vůdce, Rap  |
| Himchan   | Kim Him Chan  | 19. dubna 1990  | Zpěv        |
| Daehyun   | Jung Dae Hyun | 28. června 1993 | Zpěv        |
| Youngjae  | Yoo Young Jae | 24. ledna 1994  | Zpěv        |
| Jongup    | Moon Jong Up  | 6. února 1995   | Tanec, Zpěv |
| Zelo      | Choi Jun Hong | 15. října 1996  | Rap, Tanec  |

## Fandom a Matoki

### Fandom
Fanoušci, kteří mají velmi rádi skupinu B.A.P, se nazývají BABYz.

### Matoki
Neoddělitelnou součástí skupiny jsou Matoki, pochází z planety B124AP224 (Mato). Prostřednictvím každého Matokiho se dozvídáme charakter člena.
- Tatsmato je potetovaný Matoki, který nosí růžovou masku. Byl přidělený Him Chanovi. Tatsmato hodil za hlavu svůj předešlý život a začal žít nový.
- Totomato je natahovací Matoki maknaeho (nejmladšího člena) Zela. Nosí nebesky modrou masku. Natahování reprezentuje jeho podnět, který nejen ukazuje jeho mladý věk, ale i pozoruhodnou vlastnost důslednosti, kterou vidíme v Zelově charakteru.
- Shishimato je teroristický Matoki s červenou maskou, který patří Yong Gukovi. Yong Guk si zvolil tohoto agresivního králíka s množstvím mužských charakteristických vlastností.
- Dadamato je Jong Upův energický „biker-bunny“, který má nasazenou zelenou masku. Aktivní zajíček, který odpovídá Jong Upovu charakteru.
- Kekemato je tajemstvím zahalený ninja s bílou maskou a zodpovídá se Dae Hyunovi. Je to tichý zajíček, který se stará jen o svoje věci.
- Jokomato je Matoki, který má přes celý obličej masku a představuje Young Jaeho. Přináší dobrou náladu a rozesmává okolí.

## Umění

### Hudební styly a image
MTV Korea nazvala B.A.P. jako „všestrannou skupinu“. Jejich živá vystoupení navštívil Yung Seong Yeol ze Stars News Korea a uvedl: „Oni dokázali, že jsou na pódiu velmi výrazní. Mají perfektní skupinový tanec, silné charisma. Bang Yong Gukův rap a Zelův velmi-rychlý rap jsou v dokonalé harmonii. Dae Hyunovi a Young Jaeovi vynikající hlasy dokážou dosáhnout vynikajícího výkonu. Jejich agresivní pohyby a jejich výkony jsou velmi intenzivní. Dokonce i nejlepší zpěvácké skupiny by jim měly věnovat pozornost.“ Navíc Nancy Lee z Enes World napsala: „Zdá se, že B.A.P. se chtějí odlišit od roztomilých mužských idolových skupin, které momentálně vládnou K-Pop světu. Chtějí zde ukázat, že jsou zlobiví chlapci, rozbíjejí okna aut, prostě jak to oni umí.“ Během jejich debutového období si všichni členové přebarvili vlasy na platinově blond. Sami se podílí na skládání písní a alb, tak, aby vynikly jejich barvy. Člen Yoo Young Jae na to poukázal: „Chtěli jsme zabránit tomu, abychom byli příliš odlišní. Chtěli jsme „týmový“ obraz na jevišti.". Když jsme se zeptali na největší rozdíl mezi B.A.P. a ostatními idol skupinami, Yong Guk poznamenal: „Jsme mužný. Když se podíváte na tanec mnoha mužských idol skupin, existuje mnoho pohybů, kde vynikají. Takže jsou tam chvíle, kdy vypadají hezky, když tančí ve skupině, ale my jsme chtěli vyjádřit sílu, než abyste na nás mohli nechat oči. To je důvod, proč si myslím, že vypadají jinak. A to platí i pro hudební styl a módu.“

### Vlivy
B.A.P hudební styl je silně ovlivněn hip-hopovou hudbou. Vůdce Bang Young Guk sdílí vášeň pro Afroamerickou hudbu: „Jsme jako bílý papír, na který můžete vyzkoušet všechny druhy kreslení. Ale naše hudba je černá. Všichni členové milují Afroamerickou hudbu, protože má duši. Pokud bychom se znovuzrodili, chtěli bychom se narodit jako Afroameričané a do jejich hudby“. Yong Guk a Zelo udávají jako jejich vily 50 Cent, P. Diddy, Pharrel a další rappery. Navíc Yong Guk řekl: „Mým cílem nebylo stát se K-Poperem. Ale viděl jsem Supreme Team nebo Dynamic Duo, kteří popularizovali hip-hop [v Koreji]. Chtěl jsem se toho účastnit a přispět k rozvoji hip-hopu.“ Kromě toho, že je Bang Yong Guk rapper, je i textařem, účastnil se na skládání všech B.A.P. písní v jejich debutovém albu Warrior. Kim Him Chan je multi-instrumentalistou a je ovlivněn tradiční korejskou hudbou. Him Chan hraje na různé tradiční nástroje jako je daegeum, janggu, kwaenggwari a jing. Na vysoké škole Him Chan pokračoval v tomto směru v Korea National university of Arts. Jung Dae Hyun je ovlivněn R&B hudbou a říká, že jeho hudebním vlivem je Shin Yong Jae. Yoo Young Jae je ovlivněn R&B a Neo Soul music; uvádí, že jeho hudebním vlivem je Musiq Soulchild a Jay Park. Moon Jong Up je ovlivněn taneční, R&B, hip-hopovou hudbou. Za svůj hlavní vliv nejen hudbou, ale i tancem a zpěvem uvádí Chrise Browna. Zelo je ovlivněn hip-hopem a R&B hudbou. Jeho vzory jsou will.i.am a Kanye West. Pokud jde o korejské umělce, všichni členové se shodli na tom, že by chtěli spolupracovat s Jay Parkem.

## Diskografie

### Korea
26.1. 2012: Warrior
26.4. 2012: Power
19.7. 2012: No Mercy
29.8. 2012: Crash
23.10. 2012: Stop It
27.12 2012: 다 예뻐 (Everything is pretty)
15.1. 2013: 빗소리 (Rain Sound)
12.2. 2013: One Shot
28.6. 2013: Coffee Shop
17.7. 2013: Hurricane
6.8. 2013: Badman
3.2. 2014: First Sensibility
2.6.2014: Where are you
15.11.2015: Young Wild&Free
21.2.2016: Feel so Good
7.8.2016: That's my jam
6.11.2016: Skydive
6.3.2017: Wake me up
5.9.2017: Honeymoon
13.12.2017: Hands up

### Japonsko
8.10. 2013: Warrior type-A
9.10. 2013: Warrior Type-B
8.10. 2013: Warrior Limited Edition
13.11 2013: One Shot Type-A
13.11. 2013: One Shot Tybe-B
13.11. 2013: One Shot Limited Edition
8.3.2014: No Mercy Type- A,B, Limited Edition
11.8.2014: Excuse me Type - A,B, Limited Edition
29.2.2016 KINGDOM
24.6.2016: FEEL SO GOOD
18.11.2016: FLY HIGH
28.3. MASSIVE
31.3.2017: WAKE ME UP
13.12.2017: HANDS UP